# 白韻琹
白韻琹（1944年9月1日—），回族人，香港著名演员、專欄作家、傳媒人，人稱「白才女」或「白姐姐」，曾是灣仔區議會（樂活選區）區議員及電台節目主持人。她是中華民國國民革命軍一級上將、中華民國國防部部長白崇禧的堂妹，白崇禧之子、台湾作家白先勇是她的堂侄。
白韵琹说话有特有的呼吸声和鼻音，在主持节目中也成为其个人特色，多年来主持过多个电台情感节目，是香港独特的金牌司仪。此外，白韵琹学识渊博，与林燕妮、俞琤、狄娜、施南生等一并被视为“香江才女”。

## 生平
白韻琹生於日佔香港，1957年畢業於紅磡聖公會聖提摩太小學，曾就讀跑馬地聖保祿中學和石硤尾路德會協同中學，畢業於美國三藩市州立大學傳播系研究院，1970年代曾任美國環球航空空中服務員，並於《明報》撰寫關於空中小姐生活的「愛在雲上雲上」專欄。後曾當過電視藝員，其演出劇集多爲亞洲電視作品，例如1984年亞視重頭劇《武則天》中，她飾演了唐太宗時期長孫皇后一角。1980年代開始在電台主持節目，曾主持節目有《熱線訴心聲》、《零時話風情》、《妙論講場》等等。而其中最爲人熟悉者爲《盡訴心中情》（1986年至1997年在商業電台與新城電台）。該節目專門解答聽眾感情問題，但白之答覆多是鼓勵分手或離婚，被指言論「出位」。
白韻琹曾在多份報紙（明報、星島日報、天天日報、南華早報等）、雜誌撰寫專欄及出版散文。1982年3月創立「百能公關公司」，投資股票及炒樓等；2006年8月初在中環開設雷射矯視診所。
資深導演王晶在其Youtube個人頻道《王晶笑看江湖》中提到白韻琹曾參演1994年上映的《國產凌凌漆》，並表示她「拍了很多場，拍了很多天」，但戲份最後被完全刪剪，令該劇片長只有七十幾分鐘，需要透過拖長片尾字幕，以滿足合約中的片長要求。王晶未有透露白韻琹與周星馳之間到底發生何事而令白韻琹的戲份被全部抽起，亦未有透露白韻琹在劇中飾演甚麼角色。

## 生活
她向傳媒透露1980年代時黃霑追求過她，也曾與著名劇作家蕭若元交往。蕭若元曾在其網台節目《邊緣回望》中透露，在1983年時他和白韻琹分開，黃霑在報章上罵他，於是他用五千元買兇請人「拳如雨下」的毆打黃霑。
1989年起，白韻琹與她在電台節目《盡訴心中情》的共同主持、比她年輕15年的律師謝偉俊同居，並時常以恩愛姿態接受傳媒訪問。2013年11月，她在《娛樂審死官》節目中坦言與謝偉俊是有名無實的夫妻，廿多年沒行房，而且謝曾動手打她。11月17日，她接受《東周》專訪，透露廿多年來飽受精神困擾，除了多年冇性生活之外，記憶中未有親嘴等親密行為，有一次她留醫睡病牀期間，更遭怒擲文件而險缺氧。
她曾經養馬，馬名爲「小燕子」，白韻琹曾爲「小燕子」逝世而悲痛。白韵琴与城中超级富翁刘銮雄及原配宝咏琴是閨密。

## 鐵窗生涯
1998年7月，白韻琴因誇大《盡訴心中情》兼職接線生馮婉嫻的薪酬福利，遭馮母勞清愛揭發，向警方報案指「百能」由1995年起連續兩個課稅年度虛報女兒薪酬，不過警方因證據不足不予受理。 勞氏改向稅局舉報，稅局追查下發現除馮婉嫻外，另一名兼職接線生洪榮傑薪酬亦被誇大，於是控告白逃稅罪，要求她拿出1994至1998年度「百能」的支出單據。白韻琴無計可施下，再偽造98張食肆收據，借應酬費隱瞞公司帳目。同年8月，白韻琹涉嫌盗用其他人的資料報稅，揭發了她逃税而被調查。2001年白韻琹被政府控以7項逃稅罪名，涉及少報收入155.6萬港元、逃稅21.12萬港元。
2001年，白韻琹在西區裁判法院因四項簽署虛假利得稅報稅表的控罪罪名成立。裁判官認為，就案發時間的長度、涉案款額、白的犯案手法而言，短時間的監禁及罰款是適當的，但考慮到白認罪，故予以適當減刑。最終判處入獄3個月及罰款20萬元。

## 「出位」言行
白韻琹多次成爲香港新聞人物。1997年的鄧家爭產事件，白韻琹在新城電台節目中出言支持「祥嫂」洪金梅，指「慈善伶王」新馬師曾（鄧永祥）「浪得虛名」，亦指責新馬師曾的兒女無孝道，因而與另一主持人雷宇揚在電台節目中展開罵戰，因此被鄧小艾和十一姨控告誹謗，之後她與謝偉俊被新城停職。
1997年2月21日，白韻琹在中環被一對菲律賓籍男女匪徒打劫，最後沒有任何損失。
2003年，白韻琹向傳媒稱，只要肯陪電視台高層上床，就可以獲得香港小姐冠軍。
2004年，黃霑離世，白韻琹與另一位著名女作家林燕妮（黃霑前女友）爆發罵戰。
2009年，白韻琹批香港小姐質素差。
2010年1月28日，黃毓民入稟控告白韻琹「誹謗」。
2010年3月，白韻琹評論陳志雲（當時牽涉威遠行動），評論對方若果是清白的，不如多祈禱，不需要這樣多花巧等言語。

## 從政經驗
2010年3月23日，66歲的白韻琹正式參加2010年香港立法會地方選區補選九龍西選區，以「請走『癲狗』，健康民主」為口號，並聲言要狙擊辭職補選、角逐連任的黃毓民。得票16,640票，得票率爲18.67%，未能當選。
2011年11月，白韻琹正式參加2011年香港區議會選舉，出戰灣仔區樂活選區，成功以1262票，擊敗原任區議員社民連的麥國風。
2012年7月18日，白韻琹雖然獲17個建制派區議員提名宣佈正式參選超級區議員，她在選舉論壇上亦多次攻擊泛民主派，一直被泛民主派批評為「建制派黑馬」，然而她的政綱卻包括平反六四、促請中央徹查李旺陽死亡眞相，要求盡快取消立法會功能界別等泛民主派提出的政治主張，並以「盡訴心中情，改變立法會」為其競選口號。最終，她以61,321票落敗，但卻分薄同為建制派、時任民建聯立法會議員劉江華的選票，導致其落選。

## 電視工作

### 電視劇（香港電台）
- 1978年 《獅子山下之夢的選擇》 飾 唐倩

### 電視劇（麗的電視/亞洲電視）
- 1981年 《少年黃飛鴻》 飾 隆裕太后
- 1981年 《武俠帝女花》 飾 孝莊皇太后
- 1981年 《天使危機》 飾 許惠芬
- 1984年 《武則天》 飾 長孫皇后
- 1991年 《豪門》 飾 陳月霞
- 1992年 《今裝戲寶之玉女添丁》 飾 Michelle
- 1992年 《鐳射劇場之清裝追女仔》

### 電視劇（無綫電視）
- 1989年 《萬家傳說》 飾 白如煙
- 1989年 《人海虎鯊》
- 1990年 《成功路上》
- 1990年 《蜀山奇俠》 飾 碧波玉羅剎
- 1991年 《我係黃飛鴻》 飾 扈三娘

### 主持（無綫電視）
- 1987年 《熱線訴心聲》
- 1988年 《零時話風情》
- 1989年 《妙論講場》

### 嘉賓（無綫電視）
- 1993年 《女人周記之一國兩妻》
- 1994年 《女人周記II之知己的情人》

## 電影
- 1974年 《小英雄大鬧唐人街》 (客串)
- 1984年 《三十處男》 (飾 老板)
- 1984年 《君子好逑》
- 1984年 《大小不良》
- 1985年 《皇家大賊》
- 1986年 《痴心的我》
- 1987年 《意亂情迷》
- 1988年 《盡訴心中情》 (飾 節目主持人)
- 1988年 《群鶯亂舞》 (飾 金桃夫人)
- 2010年 《抱抱俏佳人》 (飾 節目主持人)

## 電台主持

### 主持（香港電台）
- 1978年 《對症下藥》

### 主持（商業電台）
- 1986年《盡訴心中情》
- 《東西南北》

### 主持（新城電台）
- 1996年 《盡訴心中情》
- 1996年 《旅遊萬里情》與謝偉俊主持（新城997）
- 1996年 《法乎情》與謝偉俊主持（新城997）

### 主持（『點播 Dimbo.tv』─盡訴心中情頻道）
- 2014年《盡訴心中情》

### 主持（低俗頻道-白龍皇后）
- 2014年《白龍皇后》

## 外部參考連結
- 白韻琴逃稅囚三月(星島日報) （页面存档备份，存于）
- 第8期大學線 白韻琴專訪 （页面存档备份，存于），1996年10月
- 白韻琴之近況 （页面存档备份，存于） 2007年5月 星島日報

## 外部連結
- 白韻琹的Facebook專頁
- Peck Wan Kam Pamela的Facebook專頁
- 白韻琹（白姐姐）Pamela Peck Wan Kam的Facebook專頁
- 白韻琹在互联网电影资料库（IMDb）上的資料（英文）（英文）
- 白韻琹在香港影庫上的簡介
- 白韻琹在时光网上的簡介（简体中文）
- 白韻琹的Blogger部落格
- 白韻琹白洞的Instagram帳戶

| 前任： 麥國風 | 灣仔區議會樂活選區 2012年—2015年 | 繼任： 謝偉俊 |